# Diogenes gặp gỡ Alexander Đại đế

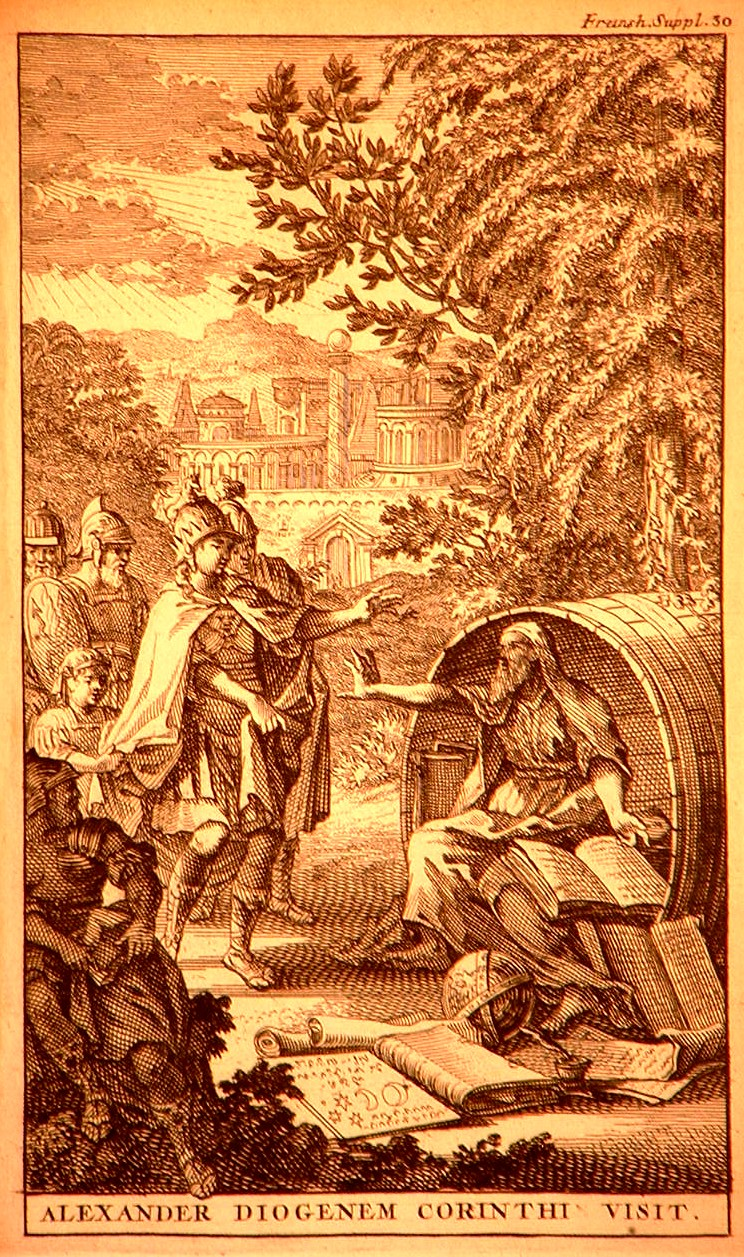
Alexander đến thăm Diogenes ở Corinth - Diogenes yêu cầu vị vua đứng tránh ra khỏi ánh mặt trời của mình (bản khắc).

Cuộc gặp gỡ giữa Diogenes thành Sinope và Alexander Đại đế là một trong những giai thoại được thảo luận nhiều nhất trong lịch sử triết học. Nhiều phiên bản về giai thoại này đã tồn tại, trong đó phiên bản phổ biến nhất cho rằng đây chính là bằng chứng về sự coi thường quyền lực, vật chất và lễ nghi của Diogenes.
Plutarch và Diogenes Laërtius cho rằng Alexander và Diogenes mất cùng một ngày vào năm 323 trước Công nguyên. Mặc dù sự trùng hợp này khá đáng ngờ (vì cả hai ngày mất của họ đều không thể được xác minh một cách chính xác), giai thoại và mối quan hệ giữa hai người đã trở thành chủ đề của nhiều tác phẩm văn học và nghệ thuật trong nhiều thế kỷ, từ các tác phẩm của Diogenes Laërtius đến sự tái hiện đầy kịch tính của David Pinski năm 1930 về cuộc gặp gỡ, Aleḳsander un Dyogenes; bao gồm các tác phẩm từ thời Trung Cổ, một số tác phẩm của Henry Fielding, thậm chí có thể là King Lear của Shakespeare. Các tác phẩm văn học và nghệ thuật được truyền cảm hứng từ giai thoại này rất phổ biến.
Có nhiều phiên bản phái sinh của giai thoại này, hầu hết chúng đều có nguồn gốc trực tiếp hoặc gián tiếp từ lời kể của Plutarch, người cũng gây tranh cãi về sự tồn tại trong lịch sử. Một số phiên bản bổ sung của giai thoại không nêu tên một hoặc cả hai nhân vật chính, và một số phiên bản thay thế Diogenes bằng Socrates.

## Giai thoại gốc

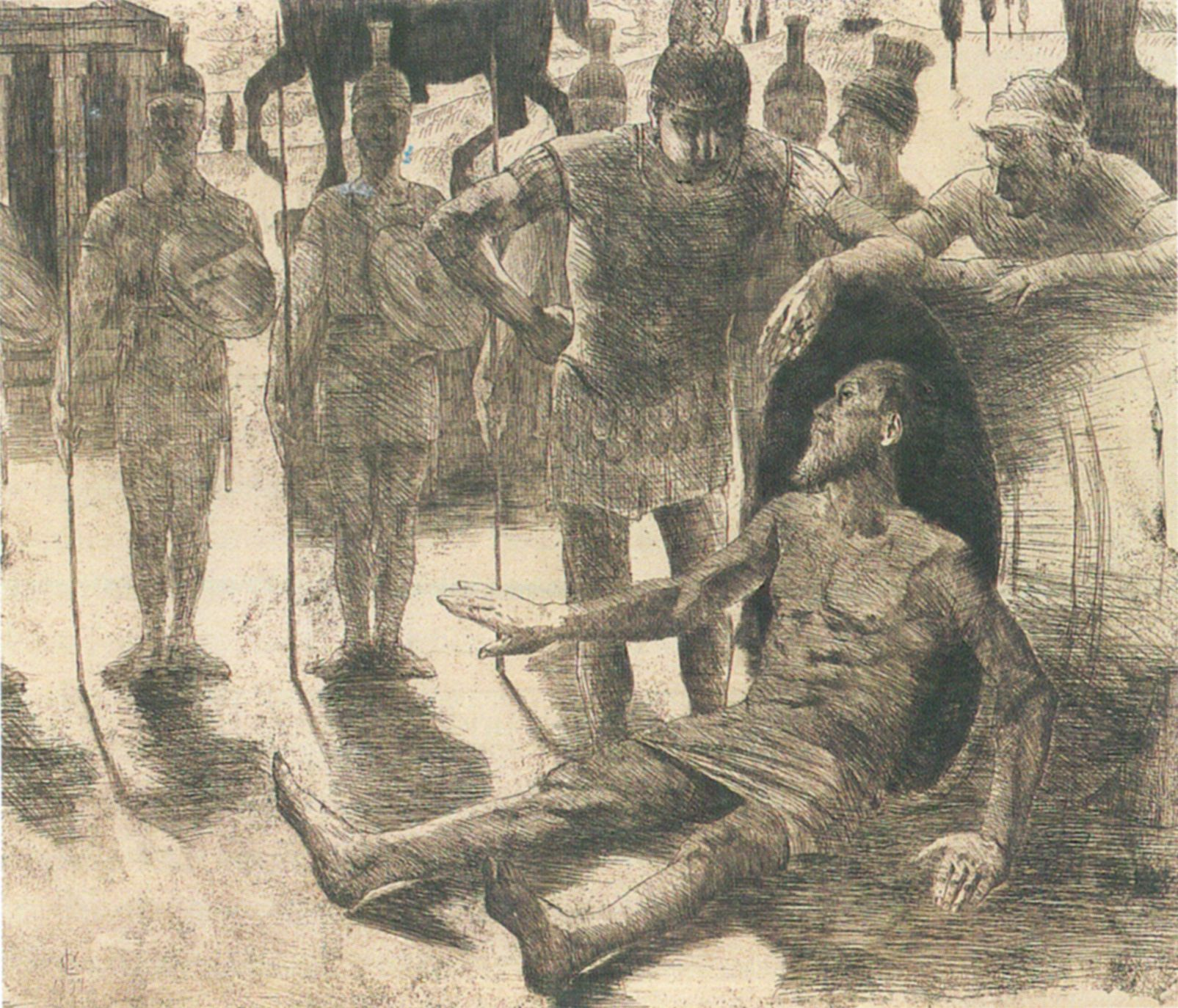
Alexander và Diogenes của Lovis Corinth, 1894, tại Graphische Sammlung Albertina

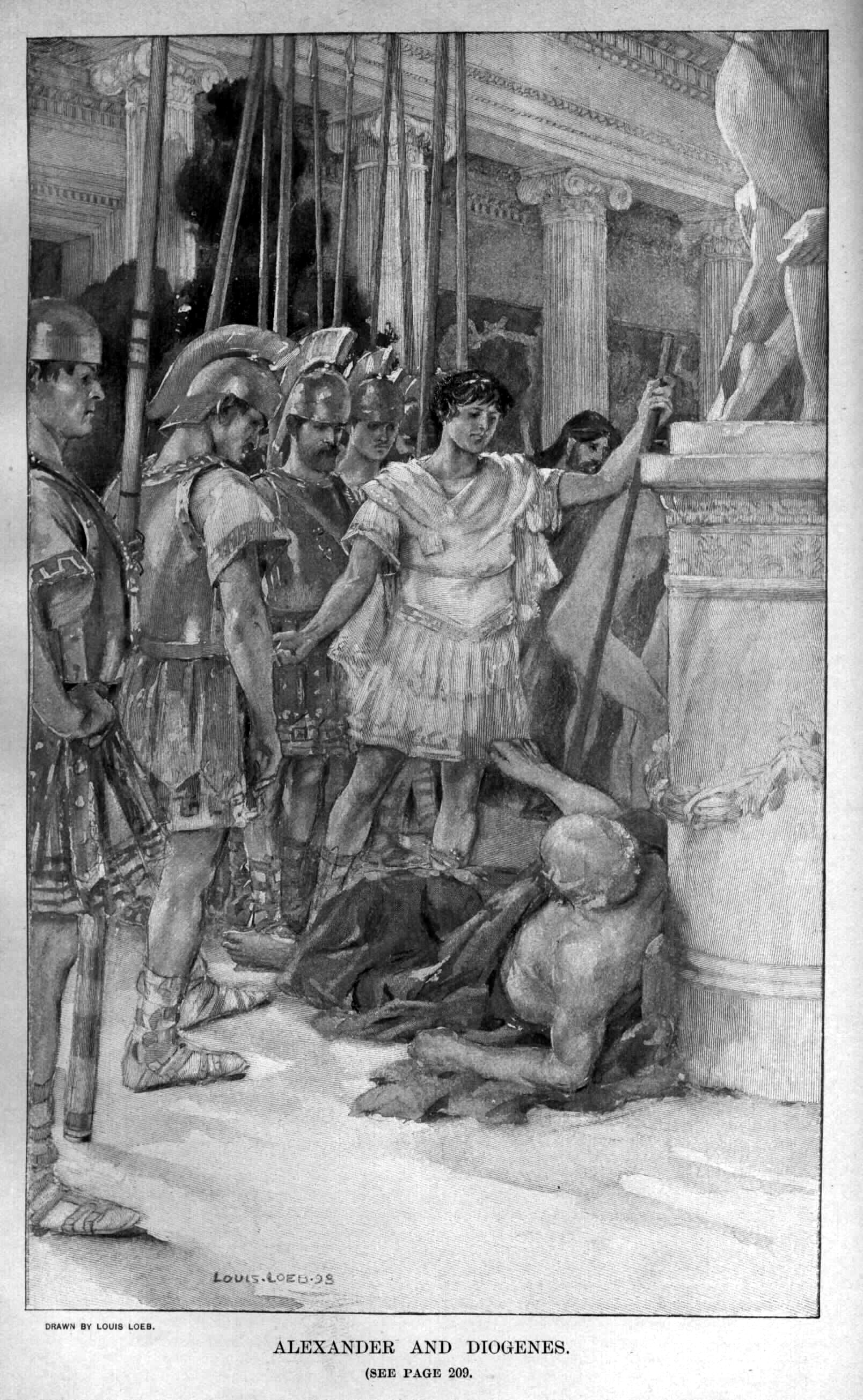
Alexander và Diogenes, minh họa thạch bản của Louis Loeb trên Tạp chí Century, 1898

Theo huyền thoại, Alexander Đại đế đến thăm nhà triết học Diogenes thành Sinope. Vị hoàng đế muốn ban cho Diogenes một điều ước, ngài hỏi ông ta mong muốn điều gì. Theo phiên bản do Diogenes Laërtius kể lại, Diogenes trả lời "Xin ngài hãy đứng tránh ra khỏi ánh mặt trời của tôi."

Trong khi đó, Plutarch cung cấp một phiên bản dài hơn của câu chuyện:
Khi đó, nhiều chính khách và triết gia đã đến gặp Alexander Đại đế để chúc mừng, và ngài mong đợi rằng Diogenes thành Sinope, người đang đi lang thang ở Corinth, cũng sẽ làm như vậy. Nhưng bởi vị triết gia đó không hề để ý đến Alexander, chỉ tiếp tục tận hưởng cảm giác thư thái ở vùng ngoại ô Craneion, vị hoàng đế đã đích thân đến gặp ông ta, và tìm thấy ông ta đang nằm phơi nắng. Diogenes hơi ngẩng người lên khi thấy rất nhiều người đang tiến về phía mình, ông dán chặt mắt vào Alexander. Vị quốc vương chào hỏi Diogenes, và ngài hỏi ông ta có muốn gì không. "Có", Diogenes nói, "xin ngài hãy đứng tránh ra khỏi ánh mặt trời của tôi một chút."

Người ta nói rằng Alexander đã rất ấn tượng trước câu trả lời này, cũng như rất ngưỡng mộ sự ngạo mạn và vĩ đại của một người đàn ông, người mà không có gì khác ngoài sự khinh bỉ đối với ngài. Ngưỡng mộ đến nỗi, ngài nói với đám đông đang đi theo mình, những người đang cười và chế giễu vị triết gia trước khi rời đi, "Nhưng thành thật mà nói, nếu ta không phải là Alexander, ta ước mình là Diogenes." 
Có nhiều phiên bản ít phổ biến hơn về những gì Diogenes đã trả lời Alexander. Theo Cicero, Diogenes đã trả lời Alexander như sau, "Bây giờ xin ngài hãy di chuyển ra khỏi ánh mặt trời một chút". Theo Valerius Maximus, Diogenes đã nói rằng: "Chuyện đó hãy để sau, bây giờ tôi chỉ muốn ngài hãy đứng khỏi ánh mặt trời." Lời tuyên bố của Alexander, "nếu ta không phải là Alexander Đại đế, ta muốn trở thành Diogenes," cũng xuất hiện trong một số phiên bản khác của giai thoại.
Trong tác phẩm tiểu sử về Alexander Đại đế của mình, Robin Lane Fox đã để cuộc gặp gỡ xảy ra vào năm 336, lần duy nhất Alexander ở Corinth . Alexander trong câu chuyện trên chưa phải là vị vua vĩ đại, người cai trị Hy Lạp và châu Á, mà là cậu con trai 20 tuổi lém lỉnh nhưng đầy hứa hẹn của Đức vua Philip xứ Macedon, trong lần đầu tiên chứng tỏ dũng khí của mình ở Hy Lạp. Một trong những học trò của Diogenes, Onesicritus, người sau đó sẽ đi theo phục vụ Alexander, chính là người kể lại câu chuyện này.
Sự chính xác về mặt lịch sử trong các phiên bản câu chuyện của Plutarch và những người khác đã bị nghi ngờ, đặc biệt là bởi G.E. Lynch trong bài báo của ông về Diogenes trong Từ điển Tiểu sử và Thần thoại Hy Lạp và La Mã . Lynch chỉ ra rằng Alexander vẫn chưa được trao một tước hiệu nào cho đến khi ngài rời Hy Lạp, và coi đây là một vấn đề lớn đến mức nó (cùng với quan điểm rằng Diogenes sống trong một cái thùng) nên bị "xóa sổ" khỏi giai thoại. "Cần cân nhắc rằng một người như Diogenes chắc chắn phải có những suy tưởng kì quái để thêu dệt nên những câu chuyện khôi hài ", Lynch viết, "chúng ta biết chắc rằng một vài trong số chúng sẽ không khỏi bị nghi ngờ về tính chân thực." A.M. Pizzagalli cho rằng câu chuyện bắt nguồn từ cuộc gặp gỡ giữa Alexander và những người theo chủ nghĩa Gymnosophists ở Ấn Độ, và được lưu truyền trong giới Phật giáo.
Có sự khác biệt đáng kể về sự việc đã diễn ra giữa các phiên bản. Một số phiên bản cho rằng Diogenes và Alexander đã gặp nhau tại Corinth, một số cho là ở Athens, và một số ít tại Metroön . Ngoài ra, như đã lưu ý trước đó, phiên bản của Diogenes Laërtius được chia thành hai phần. Tại 6.38, ta có câu hỏi của Alexander và câu trả lời dứt khoát của Diogenes "Hãy đứng tránh khỏi ánh mặt trời của tôi!". Tuy nhiên, lời tuyên bố của Alexander dành cho đám đông đi theo mình lại nằm ở vị trí 6.32. Tại 6.60, Diogenes Laërtius kể về phiên bản thứ tư, lần này với lời giới thiệu qua lại giữa đức vua và vị triết gia: "Ta là Đại đế Alexander" - "Còn tôi là con chó Diogenes.".
Trong Cuộc đối thoại của người chết, Lucian tưởng tượng về một cuộc gặp gỡ giữa Alexander và Diogenes ở âm phủ . Lão triết gia lại một lần nữa phá vỡ những kì vọng của Alexander và đưa cho ngài một ngụm nước nồng nặc hôi thối từ sông Lethe (dòng sông ở cõi âm trong thần thoại Hy Lạp).

### Diễn giải của Dio Chrysostom
Dio Chrysostom, trong bài diễn thuyết thứ tư về vương quyền, cho rằng giai thoại trên mô tả một bài học đơn giản về luân lý: những người cương trực và thẳng thắn sẽ tôn trọng người khác như chính bản thân mình, trong khi những kẻ hèn nhát coi những người ấy như kẻ thù. Một vị vua tốt sẽ thể hiện sự tôn trọng và khoan dung trước những đánh giá ngay thẳng, bộc trực của một nhà phê bình, miễn là người ấy chân thành về mặt đạo đức (mặc dù vị vua phải cẩn thận xác định xem ai thực sự chân thành và ai chỉ giả vờ thành thật), và câu trả lời của Diogenes là một phép thử đối với đức vua. Sự dũng cảm của Diogenes trong cách ông ta mạo hiểm xúc phạm Alexander mà không cần biết liệu ngài có khoan dung trước hành vi đó hay không, thể hiện rằng ông ta là người trung thực.

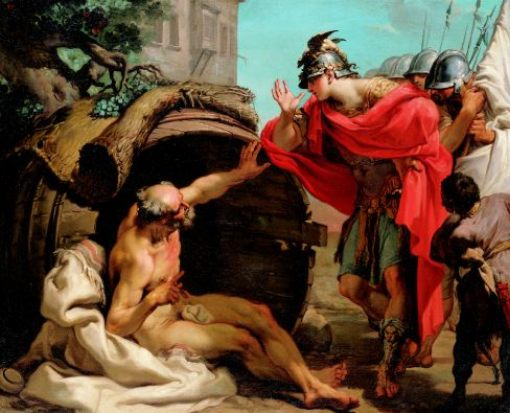
Alexander gặp gỡ Diogenes (Gaetano Gandolfi, 1792)

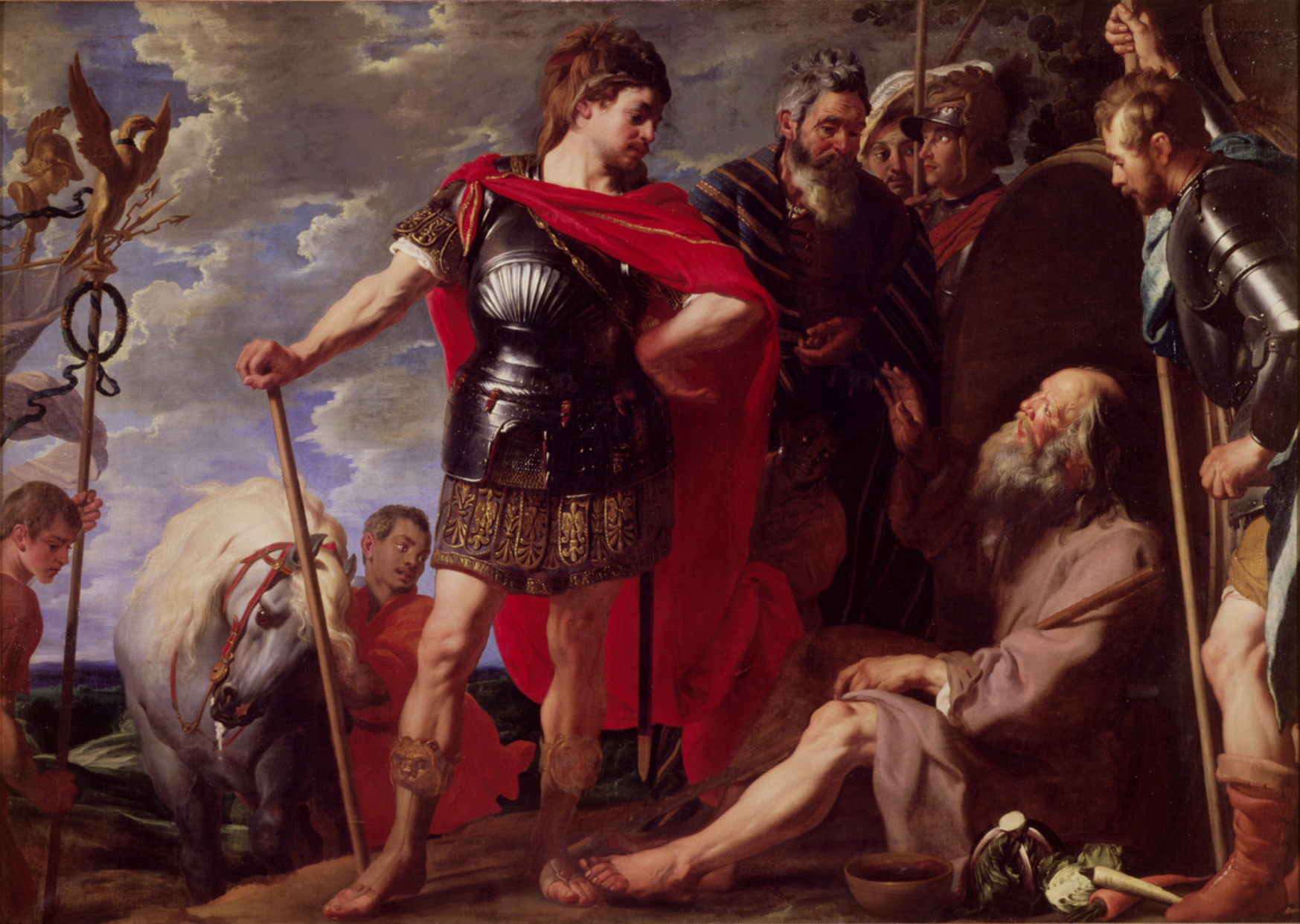
Alexander và Diogenes (Gaspar de Crayer, 1625-1630)

### Diễn giải của Peter Sloterdijk
Peter Sloterdijk, trong cuốn Phê bình nguyên nhân hoài nghi của mình, cho rằng đây "có lẽ là giai thoại được biết đến nhiều nhất từ thời Hy Lạp cổ đại, và không hề thiếu đi công lý". Ông viết "Câu chuyện thể hiện chỉ trong một nét vẽ thứ mà con người thời ấy muốn hiểu được phải cần đến trí tuệ triết học – không phải quá nhiều kiến thức hàn lâm mà là một tinh thần chủ quyền không mệt mỏi. [N]hà thông thái [...] quay lưng lại với những nguyên tắc chủ quan về quyền lực, tham vọng và sự thôi thúc được công nhận bản thân. Ông ấy là người đầu tiên đủ tự do để nói ra sự thật với chàng hoàng tử trẻ. Câu trả lời của Diogenes không chỉ phủ nhận ham muốn quyền lực, nó còn phủ nhận ham muốn về những quyền lực giống như thế."

### Diễn giải của Samuel Johnson
Samuel Johnson đã viết về giai thoại này. Thay vì liên hệ nó với chủ nghĩa khuyển nho của Diogenes, Johnson liên hệ câu chuyện với khía cạnh thời gian, liên hệ việc Alexander lấy đi ánh sáng mặt trời với sự lãng phí thời gian của người khác. Johnson viết: “Nhưng nếu cơ hội hưởng lợi bị tài sản từ chối,“ "sự vô tội ít nhất nên được bảo vệ một cách thận trọng. [... ] Thời gian [...] phải, trên tất cả các loại tài sản khác, không bị xâm phạm; vậy mà vẫn chưa có người đàn ông nào không tự cho rằng quyền lực làm lãng phí thời gian đó là quyền hợp pháp của người khác."

### Diễn giải hiện đại
Vào năm 2005, Ineke Sluiter đã phân tích các không gian giao tiếp của cuộc gặp gỡ, và nhận thấy rằng một đặc điểm chung của các giai thoại là chính Alexander đã tiếp cận Diogenes, đảo ngược quan điểm thông thường về hoàng gia và thường dân, trong đó người thường sẽ phục tùng hoàng tộc về mặt thể chất. Qua điều này, Diogenes đã thể hiện sự thờ ơ hoài nghi của mình đối với lễ nghi và địa vị một cách ngầm ẩn.